# Sarrance
Sarrance est une commune française située dans le département des Pyrénées-Atlantiques, en région Nouvelle-Aquitaine.
Le gentilé est Sarrançais.

## Géographie

### Localisation
La commune de Sarrance se trouve dans le département des Pyrénées-Atlantiques, en région Nouvelle-Aquitaine.
La commune fait partie de la vallée d'Aspe.
Elle se situe à 50 km par la route de Pau, préfecture du département, et à 18 km d'Oloron-Sainte-Marie, sous-préfecture.
Les communes les plus proches sont : 
Escot (2,9 km), Lourdios-Ichère (5,1 km), Bedous (5,7 km), Osse-en-Aspe (6,3 km), Lurbe-Saint-Christau (7,0 km), Aydius (7,3 km), Issor (7,4 km), Asasp-Arros (8,0 km).
Sur le plan historique et culturel, Sarrance fait partie de la province du Béarn, qui fut également un État et qui présente une unité historique et culturelle à laquelle s’oppose une diversité frappante de paysages au relief tourmenté.

### Communes limitrophes
Les communes limitrophes sont Asasp-Arros, Aydius, Bedous, Bielle, Bilhères, Escot, Issor, Lourdios-Ichère et Osse-en-Aspe.
| Asasp-Arros, Issor | Escot    | Bilhères |
| Lourdios-Ichère    | Sarrance | Bielle   |
| Osse-en-Aspe       | Bedous   | Aydius   |

### Hydrographie

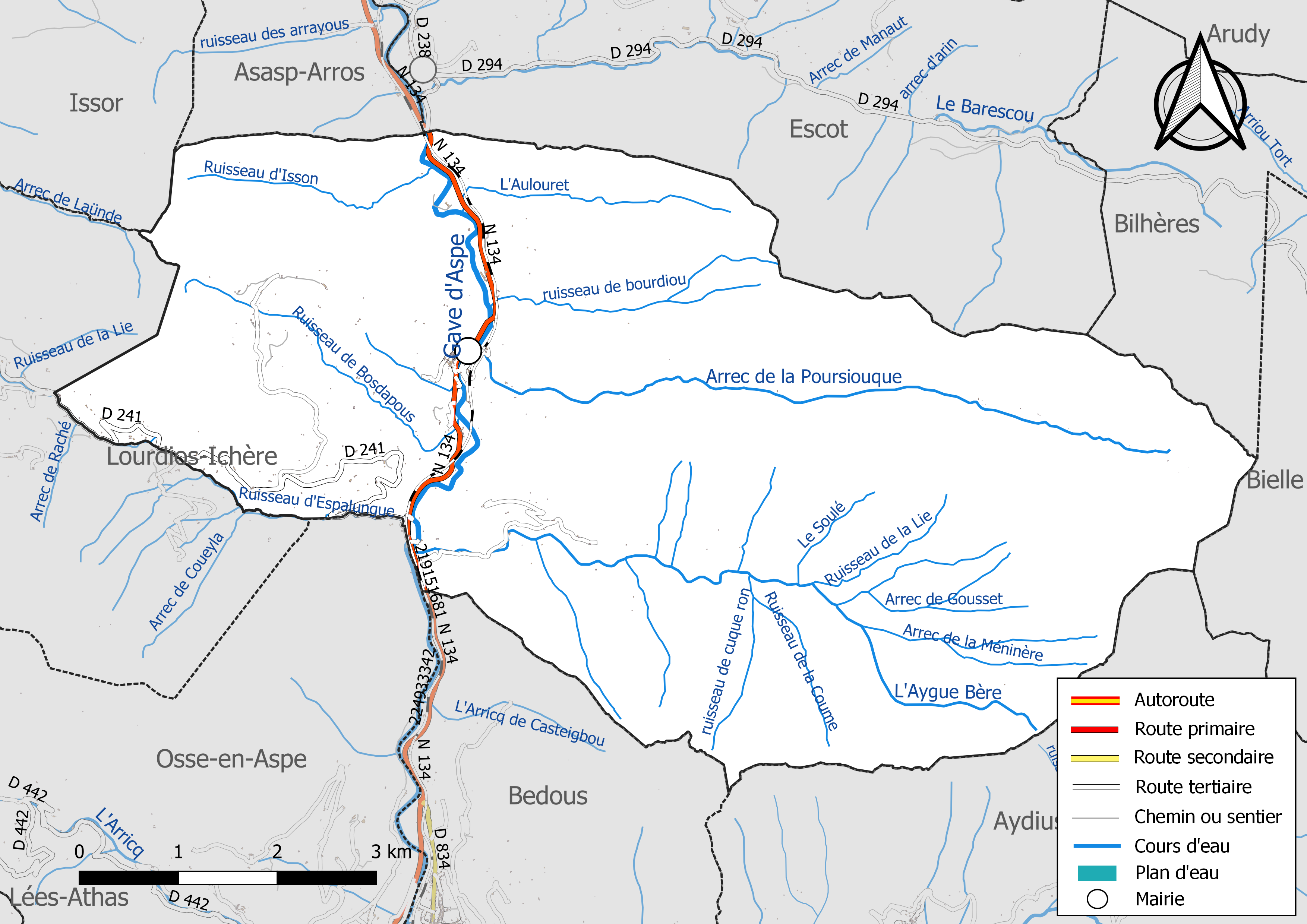
Réseaux hydrographique et routier de Sarrance.

La commune est drainée par le gave d'Aspe, l’Arrec de la Poursiouque, l'Aygue Bère, l’Arrec de Gousset, l’Arrec de la Méninère, l'Aulouret, le Gassat, le Soulé, le ruisseau Arric, le ruisseau de Bosdapous, le ruisseau de Bourdiou, le ruisseau de Coucourou, le ruisseau de la Coume, le ruisseau de la Lie, et par divers petits cours d'eau, constituant un réseau hydrographique de 59 km de longueur totale,.
Le gave d'Aspe, d'une longueur totale de 58,1 km, prend sa source dans le cirque d'Aspe, au pied du Mont Aspe (2 643 m), en Espagne, et s'écoule du sud vers le nord. Il traverse la commune et se jette dans le gave d'Oloron à Oloron-Sainte-Marie, après avoir traversé 17 communes.

### Climat
Pour des articles plus généraux, voir Climat de la Nouvelle-Aquitaine et Climat des Pyrénées-Atlantiques.
Historiquement, la commune est exposée à un climat de montagne.
En 2020, Météo-France publie une typologie des climats de la France métropolitaine dans laquelle la commune est toujours exposée à un climat de montagne et est dans la région climatique Pyrénées atlantiques, caractérisée par une pluviométrie élevée (>1 200 mm/an) en toutes saisons, des hivers très doux (7,5 °C en plaine) et des vents faibles.
Pour la période 1971-2000, la température annuelle moyenne est de 12 °C, avec une amplitude thermique annuelle de 13,2 °C. Le cumul annuel moyen de précipitations est de 1 704 mm, avec 11,7 jours de précipitations en janvier et 10,2 jours en juillet. Pour la période 1991-2020, la température moyenne annuelle observée sur la station météorologique la plus proche, située sur la commune d'Oloron-Sainte-Marie à 16 km à vol d'oiseau, est de 13,1 °C et le cumul annuel moyen de précipitations est de 1 491,4 mm,. Pour l'avenir, les paramètres climatiques de la commune estimés pour 2050 selon différents scénarios d’émission de gaz à effet de serre sont consultables sur un site dédié publié par Météo-France en novembre 2022.

### Milieux naturels et biodiversité

#### Réseau Natura 2000
Le réseau Natura 2000 est un réseau écologique européen de sites naturels d'intérêt écologique élaboré à partir des Directives « Habitats » et « Oiseaux », constitué de zones spéciales de conservation (ZSC) et de zones de protection spéciale (ZPS).
Trois sites Natura 2000 ont été définis sur la commune au titre de la « directive Habitats », : 
- le « massif du Montagnon », d'une superficie de 8 694 ha, présentant de nombreux habitats de l'annexe I dont certains sont rares dans les Pyrénées[18] ;
- le « massif du Layens », d'une superficie de 5 597 ha, un massif de montagne moyenne exploitée par le pastoralisme, qui recèle d’une grande richesse écologique[19] ;
- « le gave d'Aspe et le Lourdios (cours d'eau) », d'une superficie de 1 595 ha, un vaste réseau de torrents d'altitude et de cours d'eau de coteaux à très bonne qualité des eaux[20] et une au titre de la « directive Oiseaux »[17],[Carte 3] :
- l'« Eth Thuron des Aureys », d'une superficie de 2 182 ha, un massif montagneux situé en position avancée sur le piémont des Pyrénées, très favorable aux grands rapaces[21].

#### Zones naturelles d'intérêt écologique, faunistique et floristique
L’inventaire des zones naturelles d'intérêt écologique, faunistique et floristique (ZNIEFF) a pour objectif de réaliser une couverture des zones les plus intéressantes sur le plan écologique, essentiellement dans la perspective d’améliorer la connaissance du patrimoine naturel national et de fournir aux différents décideurs un outil d’aide à la prise en compte de l’environnement dans l’aménagement du territoire.
Trois ZNIEFF de type 1 sont recensées sur la commune, : 
- le « massif calcaire du pic du Trone du roi » (1 258,31 ha), couvrant 4 communes du département[23] ;
- le « massif calcaire du pic Roumandares au sommet de Houndarete, bois de la pene d'Escot, bois d'Aran et bois de Gey » (6 133,51 ha), couvrant 5 communes du département[24],
- le « réseau hydrographique du gave d'Aspe et ses rives » (1 207,81 ha), couvrant 23 communes du département[25] ;

et deux ZNIEFF de type 2,, : 
- le « réseau hydrographique du gave d'Oloron et de ses affluents » (6 885,32 ha), couvrant 114 communes dont 2 dans les Landes et 112 dans les Pyrénées-Atlantiques[26] ;
- la « vallée d'Aspe » (54 924,87 ha), couvrant 22 communes du département[27].

## Urbanisme

### Typologie
Au 1er janvier 2024, Sarrance est catégorisée commune rurale à habitat très dispersé, selon la nouvelle grille communale de densité à sept niveaux définie par l'Insee en 2022.
Elle est située hors unité urbaine. Par ailleurs la commune fait partie de l'aire d'attraction d'Oloron-Sainte-Marie, dont elle est une commune de la couronne,. Cette aire, qui regroupe 44 communes, est catégorisée dans les aires de moins de 50 000 habitants,.

### Occupation des sols

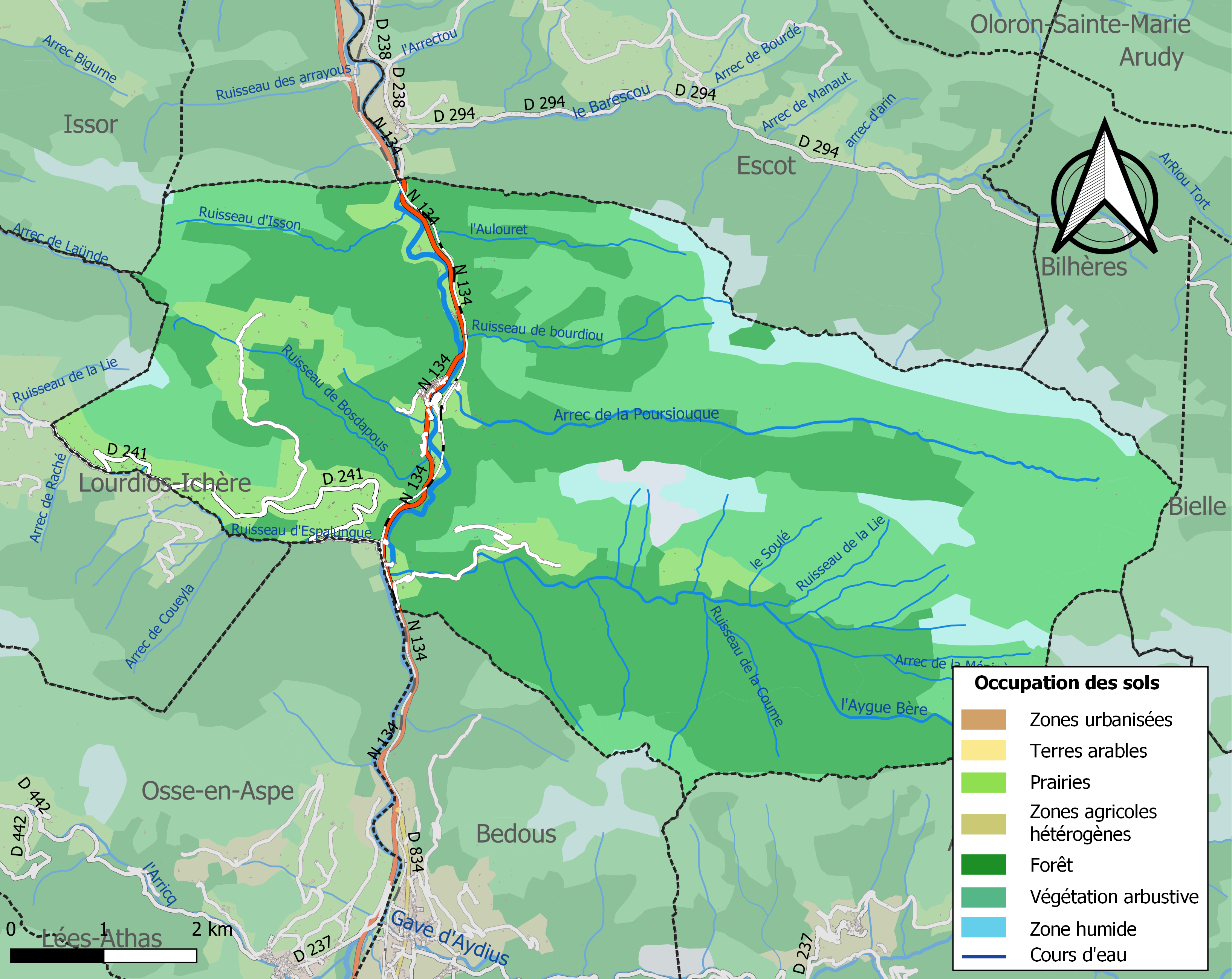
Carte des infrastructures et de l'occupation des sols de la commune en 2018 (CLC).

L'occupation des sols de la commune, telle qu'elle ressort de la base de données européenne d’occupation biophysique des sols Corine Land Cover (CLC), est marquée par l'importance des forêts et milieux semi-naturels (89,8 % en 2018), une proportion sensiblement équivalente à celle de 1990 (90,5 %). La répartition détaillée en 2018 est la suivante : 
forêts (44,7 %), milieux à végétation arbustive et/ou herbacée (37,5 %), prairies (10,2 %), espaces ouverts, sans ou avec peu de végétation (7,6 %). L'évolution de l’occupation des sols de la commune et de ses infrastructures peut être observée sur les différentes représentations cartographiques du territoire : la carte de Cassini (XVIIIe siècle), la carte d'état-major (1820-1866) et les cartes ou photos aériennes de l'IGN pour la période actuelle (1950 à aujourd'hui).

### Lieux-dits et hameaux
- le bois d'Aran ;
- Araut ;
- le Bourg ;
- Gey ;
- Ichère ;
- Sayquet.

### Risques majeurs
Le territoire de la commune de Sarrance est vulnérable à différents aléas naturels : météorologiques (tempête, orage, neige, grand froid, canicule ou sécheresse), inondations, feux de forêts, mouvements de terrains, avalanche  et séisme (sismicité moyenne). Il est également exposé à un risque technologique, le transport de matières dangereuses. Un site publié par le BRGM permet d'évaluer simplement et rapidement les risques d'un bien localisé soit par son adresse soit par le numéro de sa parcelle.

#### Risques naturels
Certaines parties du territoire communal sont susceptibles d’être affectées par le risque d’inondation par une crue torrentielle ou à montée rapide de cours d'eau, notamment le gave d'Aspe. La commune a été reconnue en état de catastrophe naturelle au titre des dommages causés par les inondations et coulées de boue survenues en 1982, 1992, 2009 et 2021,.
Sarrance est une des communes françaises les plus exposées au risque de feu de forêt : entre 2008 et 2024, 4.5% de son territoire a brûlé chaque année en moyenne. En 2020, le premier plan de protection des forêts contre les incendies (PDPFCI) a été adopté pour la période 2020-2030. La réglementation des usages du feu à l’air libre et les obligations légales de débroussaillement dans le département des Pyrénées-Atlantiques font l'objet d'une consultation de public ouverte du 16 septembre au 7 octobre 2022,.
Les mouvements de terrains susceptibles de se produire sur la commune sont des mouvements de sols liés à la présence d'argile et des affaissements et effondrements liés aux cavités souterraines (hors mines). Afin de mieux appréhender le risque d’affaissement de terrain, un inventaire national permet de localiser les éventuelles cavités souterraines sur la commune.

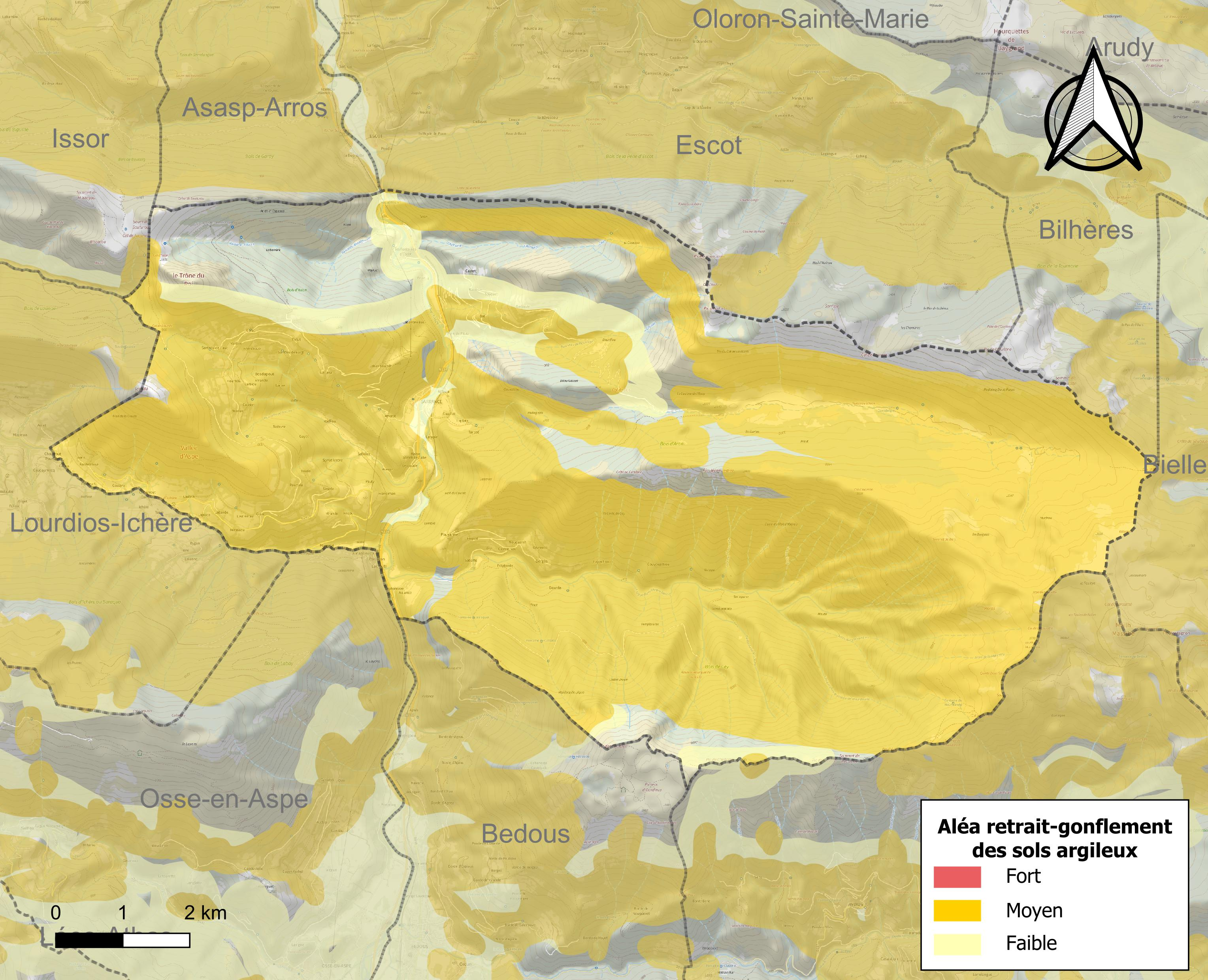
Carte des zones d'aléa retrait-gonflement des sols argileux de Sarrance.

Le retrait-gonflement des sols argileux est susceptible d'engendrer des dommages importants aux bâtiments en cas d’alternance de périodes de sécheresse et de pluie. 77,3 % de la superficie communale est en aléa moyen ou fort (59 % au niveau départemental et 48,5 % au niveau national). Depuis le 1er octobre 2020, en application de la loi ELAN, différentes contraintes s'imposent aux vendeurs, maîtres d'ouvrages ou constructeurs de biens situés dans une zone classée en aléa moyen ou fort,.
La commune est exposée aux risques d'avalanche. Les habitants exposés à ce risque doivent se renseigner, en mairie, de l’existence d’un plan de prévention des risques avalanches (PPRA). Le cas échéant, identifier les mesures applicables à l'habitation, identifier, au sein de l'habitation, la pièce avec la façade la moins exposée à l’aléa pouvant faire office, au besoin, de zone de confinement et équiper cette pièce avec un kit de situation d’urgence,.

## Toponymie
Le toponyme Sarrance apparaît sous les formes Sarrancia (Oratorium Beatæ de Sarrancia, 1345, titres de Béarn), Sarransce et Nostre-Done de Sarranse (respectivement 1396 et 1450, notaires de Lucq-de-Béarn).
Sarrance vient du latin médiéval serrare (fermer), suivi du suffixe -antia et signifie fermeture, rétrécissement, défilé.
Son nom béarnais est Sarrança ou Sarrance.
Le bois d'Aran et Araut sont mentionnés en 1863 dans le dictionnaire topographique Béarn-Pays basque.

## Histoire
Lieu de pèlerinage depuis qu'un pâtre du Moyen Âge a trouvé, dans la vallée d'Aspe, une statue de la Vierge.
Au début du règne du roi de France Louis XI, avec Saint-Jean-Pied-de-Port, Sarrance devint un lieu stratégique, dans l'optique de défendre le territoire de Béarn, allié du royaume de France. Car, à la suite de la mort de Charles d'Aragon en 1461, la région risquait de subir l'attaque, en raison de la crise de sa succession. À la fin de 1462 ou au début de 1463, Louis XI ordonna à son maréchal de France, Jean de Lescun, d'envoyer Merlin de Cordebuef, capitaine du roi, et ses hommes d'armée à Sarrance (bibliothèque nationale de France, Fr. 20489, folio 121).
Selon la tradition, ce roi aurait finalement visité le monastère de Sarrance en mai 1463, avant de s'en aller à Toulouse dont la ville subissait un gros incendie. Les légendes restent nombreuses à Sarrance et à Oloron. Dans ce cas, l'objectif de Louis XI était double : pèlerinage et installation ou vérification de la troupe de Merlin de Cordebuef,. Notre Dame étant patronne de France, Louis XI semblait vouloir protéger pareillement, en cas d'invasion, le sanctuaire des saccages. Il semble que, ce jour-là, le père supérieur du monastère ait accueilli non seulement le roi de France mais aussi Gaston de Foix et Madeleine de France, son épouse et sœur de Louis XI, et sans doute l'évêque d'Oloron, Garsias de Faudoas.
D'ailleurs, cette abbaye, qui se situait en dehors du royaume de France, bénéficiait dorénavant du privilège confirmé par Louis XI. Plusieurs rois de France suivaient ce souverain. D'après les copies dans les archives, il s'agissait de Charles VIII, de Charles IX et d'Henri IV, devenu roi de France. (Les privilèges accordés par les papes sont nombreux, à partir de sa fondation : Innocent II, Alexandre III, Alexandre IV, Jean XXII, Benoît XII, Clément V, Urbain IV, Martin V et Alexandre VI).
Encore d'après la tradition, Marguerite de France écrivit son Heptaméron à Sarrance.
La commune de Sarrance est devenue indépendante de celle de Bedous le 22 mai 1778. Paul Raymond note l'existence d'une abbaye laïque, vassale de la vicomté de Béarn.

## Politique et administration
| Période | Période  | Identité              | Étiquette | Qualité |
| ------- | -------- | --------------------- | --------- | ------- |
| 1995    | 2020     | Jean-Claude Chourrout |           |         |
| 2020    | En cours | Bruno Jungalas        |           |         |

### Intercommunalité
La commune fait partie de cinq structures intercommunales :
- la communauté de communes du Haut Béarn ;
- le syndicat d'énergie des Pyrénées-Atlantiques ;
- le syndicat de télévision d'Oloron - Vallée d'Aspe ;
- le syndicat intercommunal d'aide matérielle à la scolarisation en vallée d'Aspe ;
- le syndicat mixte du Haut-Béarn.

## Population et société

### Démographie
L'évolution du nombre d'habitants est connue à travers les recensements de la population effectués dans la commune depuis 1793. Pour les communes de moins de 10 000 habitants, une enquête de recensement portant sur toute la population est réalisée tous les cinq ans, les populations de référence des années intermédiaires étant quant à elles estimées par interpolation ou extrapolation. Pour la commune, le premier recensement exhaustif entrant dans le cadre du nouveau dispositif a été réalisé en 2005.

En 2022, la commune comptait 155 habitants, en évolution de −8,28 % par rapport à 2016 (Pyrénées-Atlantiques : +3,78 %, France hors Mayotte : +2,11 %).
| 1793  | 1800 | 1806  | 1821  | 1831  | 1836  | 1841  | 1846  | 1851  |
| ----- | ---- | ----- | ----- | ----- | ----- | ----- | ----- | ----- |
| 1 108 | 915  | 1 079 | 1 130 | 1 226 | 1 212 | 1 271 | 1 230 | 1 206 |

| 1856  | 1861  | 1866  | 1872 | 1876 | 1881 | 1886 | 1891 | 1896 |
| ----- | ----- | ----- | ---- | ---- | ---- | ---- | ---- | ---- |
| 1 171 | 1 140 | 1 008 | 953  | 910  | 868  | 785  | 777  | 753  |

| 1901 | 1906 | 1911 | 1921 | 1926 | 1931 | 1936 | 1946 | 1954 |
| ---- | ---- | ---- | ---- | ---- | ---- | ---- | ---- | ---- |
| 722  | 765  | 815  | 569  | 585  | 602  | 495  | 452  | 342  |

| 1962 | 1968 | 1975 | 1982 | 1990 | 1999 | 2005 | 2006 | 2010 |
| ---- | ---- | ---- | ---- | ---- | ---- | ---- | ---- | ---- |
| 429  | 214  | 224  | 229  | 228  | 233  | 218  | 214  | 196  |

| 2015 | 2020 | 2022 | - | - | - | - | - | - |
| ---- | ---- | ---- | - | - | - | - | - | - |
| 170  | 159  | 155  | - | - | - | - | - | - |

## Économie
L'économie de la commune est essentiellement orientée vers l'agriculture et l'élevage (bovins et ovins). La commune fait partie de la zone d'appellation de l'ossau-iraty.
La pureté des gaves permit le développement de la pisciculture.

## Culture locale et patrimoine

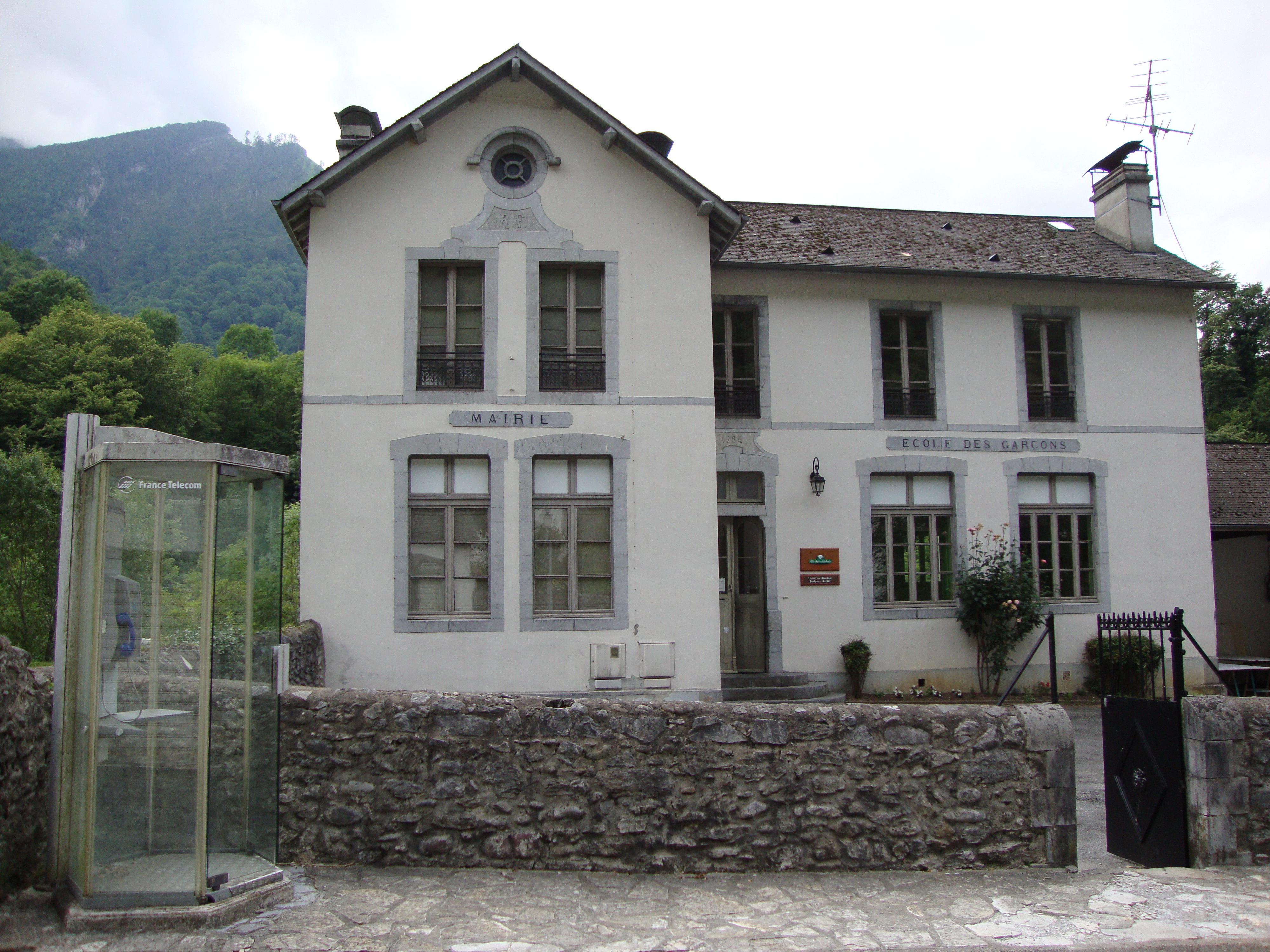
Mairie - école.
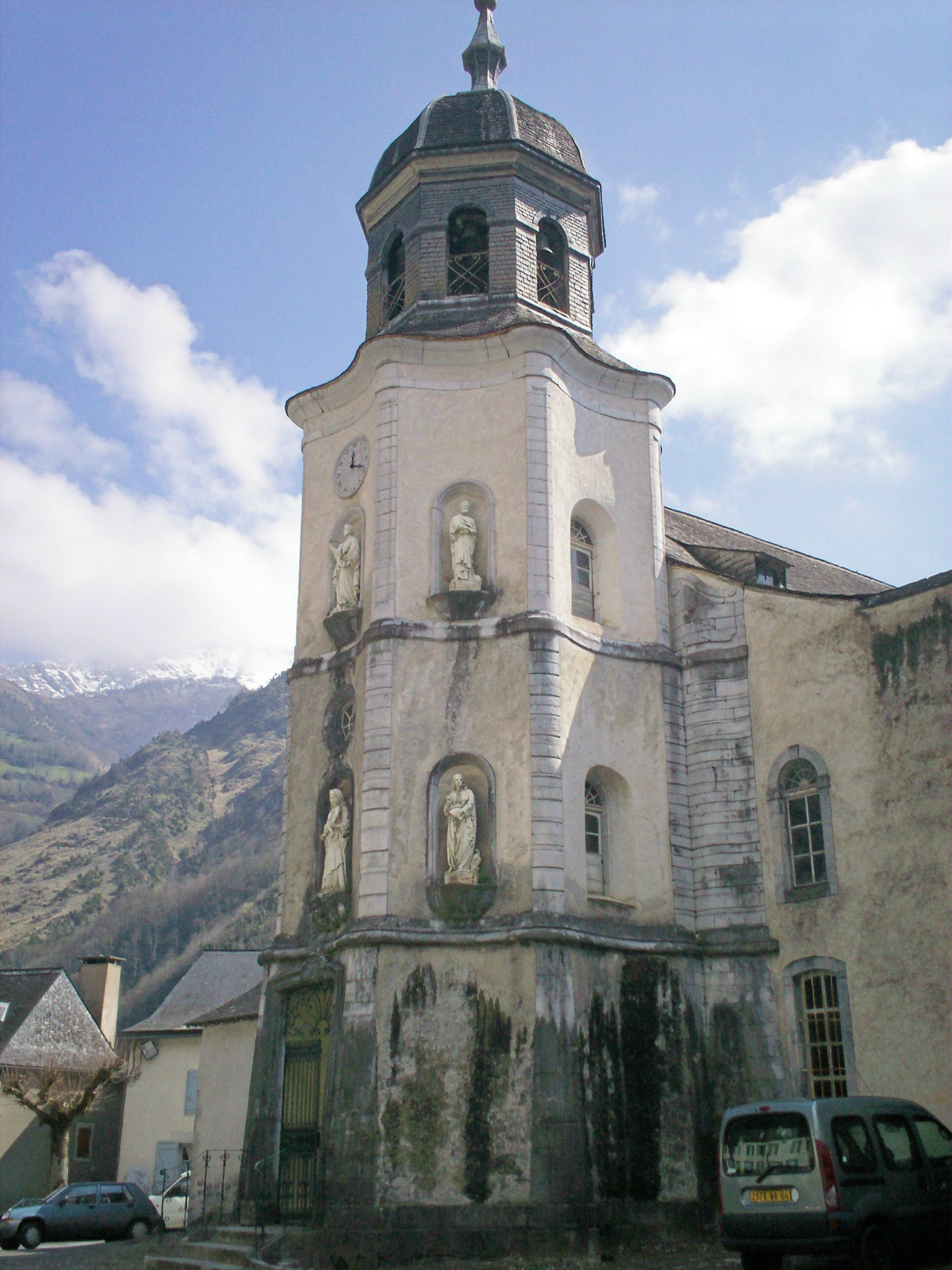
Clocher de l'église Notre-Dame.
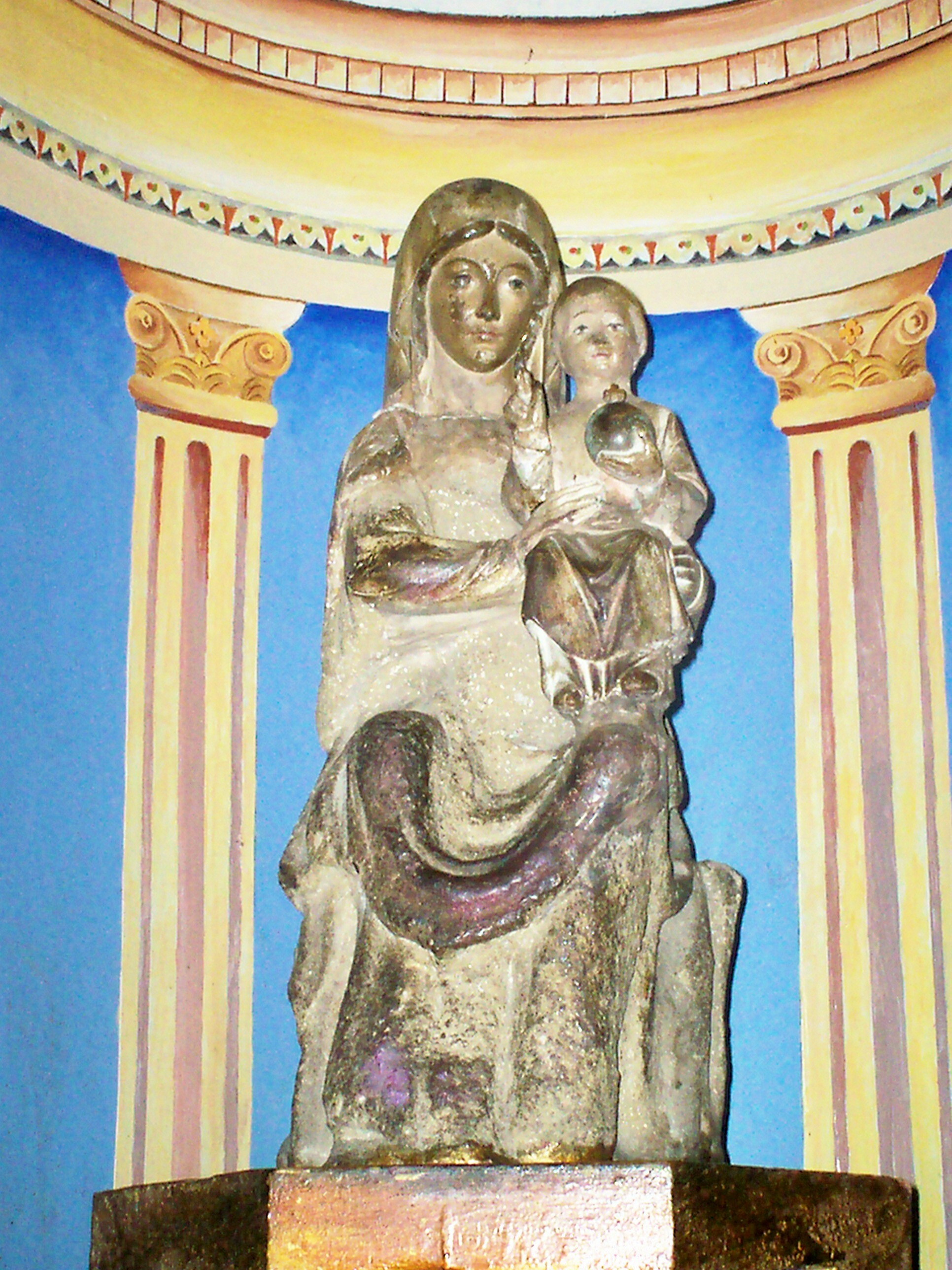
La Vierge de Sarrance.
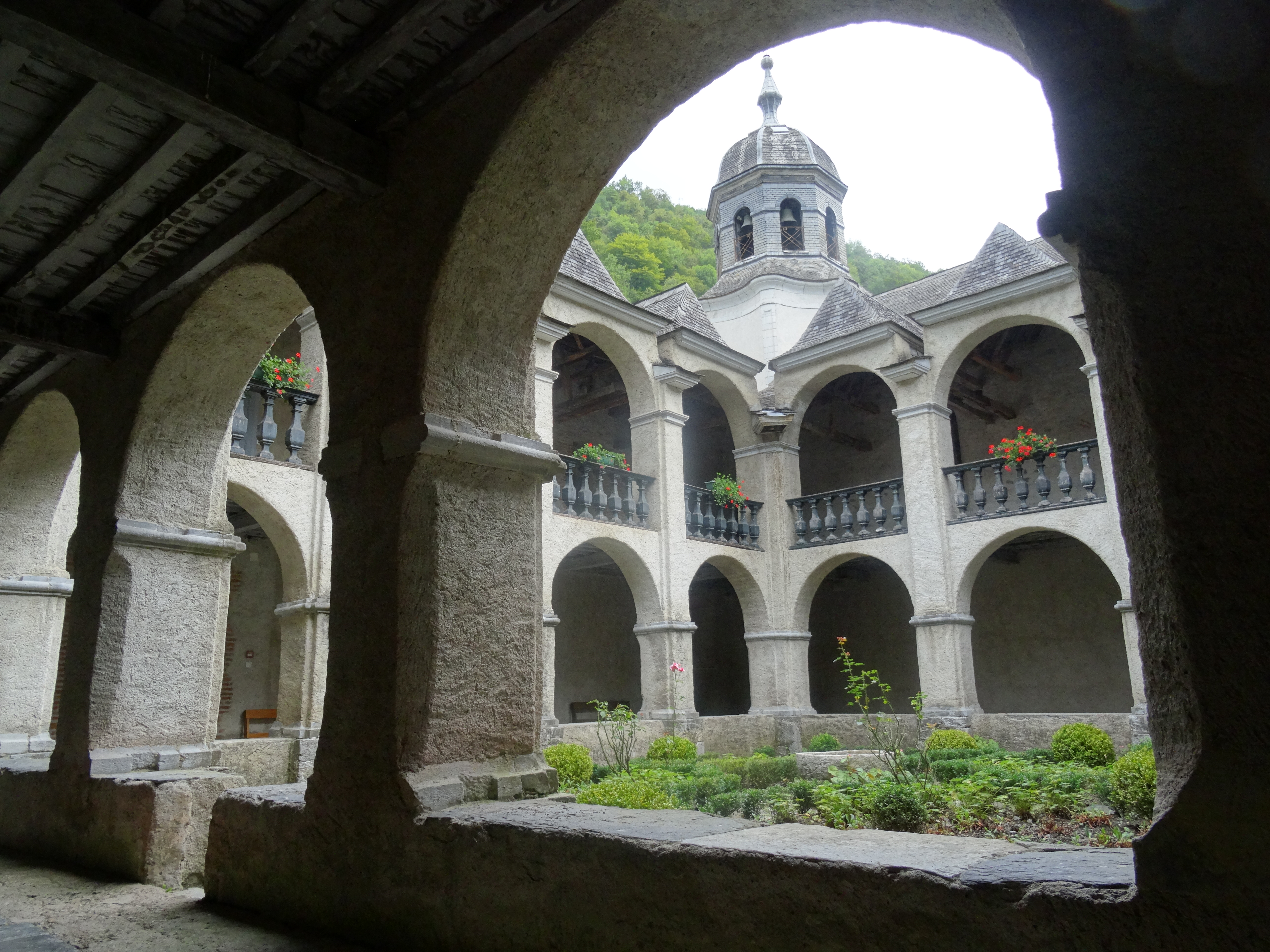
Le cloître de l'église.
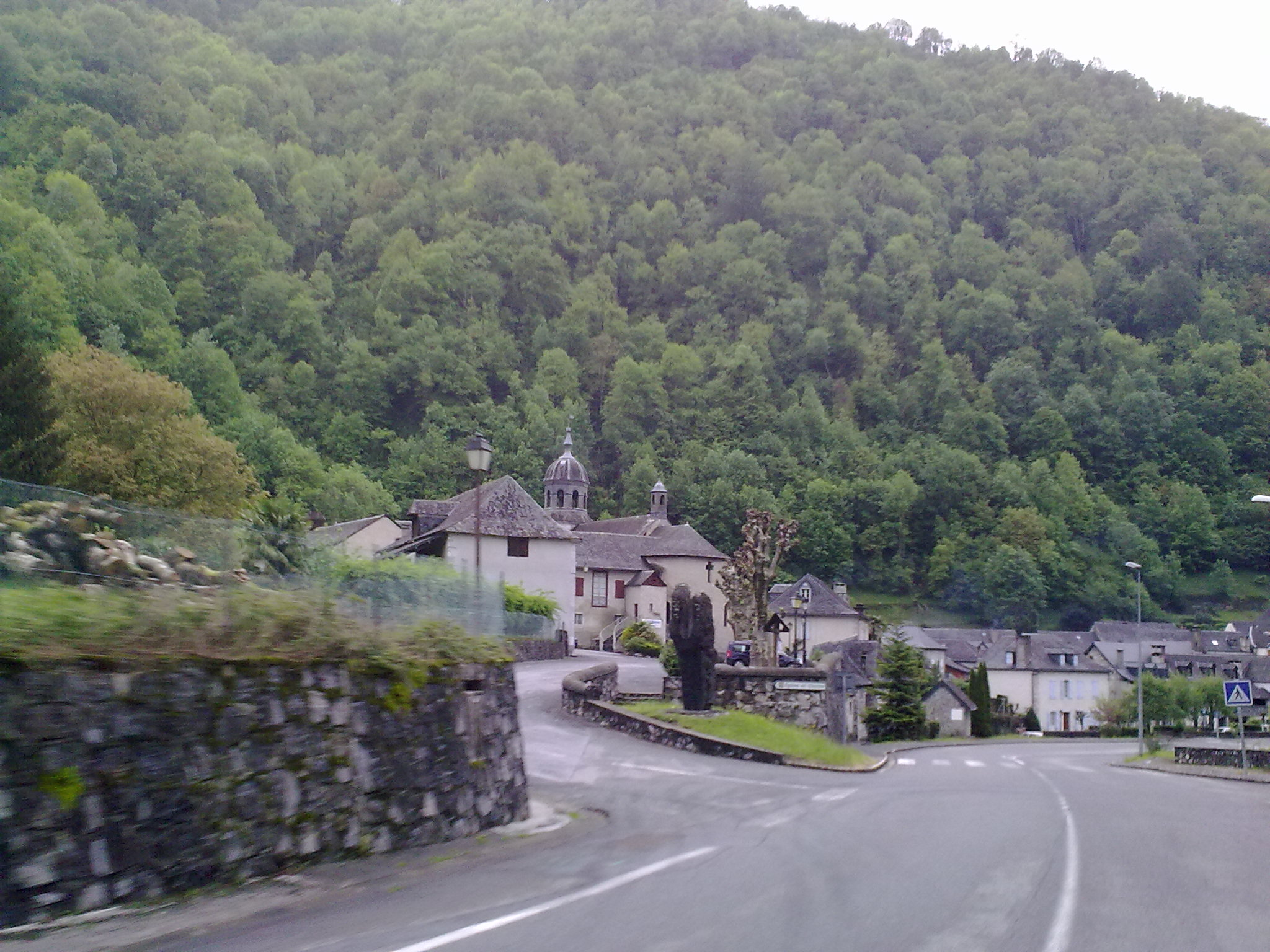
Sarrance, vue générale.
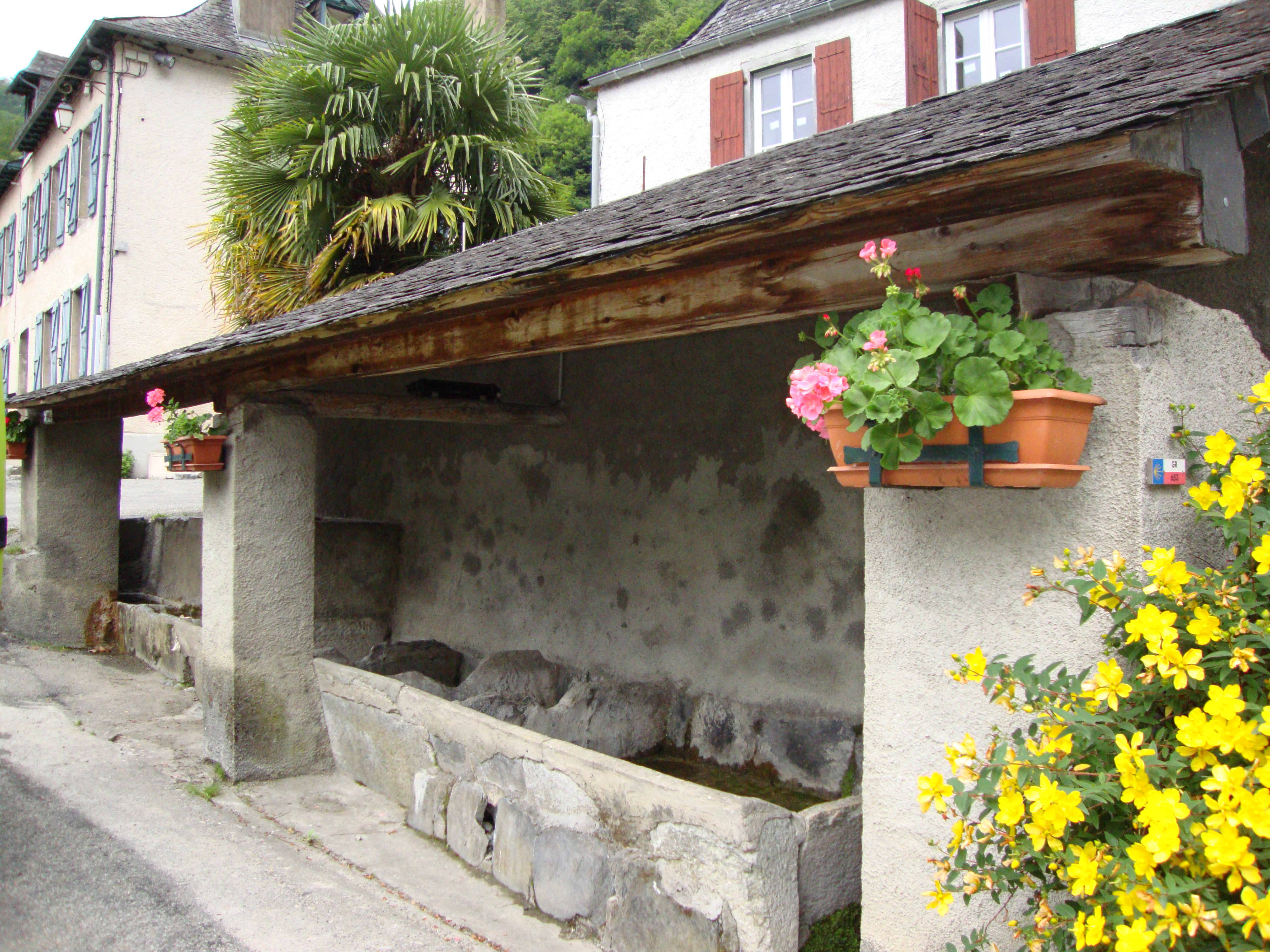
Lavoir.

### Patrimoine civil
- Maisons des XVIIe et XVIIIe siècles (étable, four à pain).
- Maison de maître du XVIIIe siècle.
- Fontaine et lavoir du XIXe siècle.
- Gare sur la ligne Pau-Canfranc, dont le tronçon Oloron-Bedous a été rouvert à la circulation des trains en 2016.

### Patrimoine religieux
- Le Monastère de Sarrance devient à nouveau actif depuis septembre 2011 avec un moine prémontré et sa communauté. À partir du mois septembre 2022, ce monastère est revitalisé en présence de cinq frères de cet ordre, en qualité de prieur-hôtelier, de recteur ainsi que de deux frères en charge paroissiale avec l'accord de l'évêque Marc Aillet[60]. L'église de Sarrance, une partie de ce monastère, est classée Monument historique depuis 1992. À la suite d'une enquête, certains éléments supplémentaires aussi sont protégés par arrêté du 11 janvier 2018[61].
  - prieuré de chanoines Prémontrés (possession des chanoines de Saint-Jean de La Castelle au Moyen Âge[62]), XIe et XIIe siècles, rénové aux XVIIe et XIXe siècles ; sous l'ordre de Prémontré entre XIVe et XVIIIe siècles et de nos jours[60]
  - cloître à étage du couvent des Prémontrés, contigu à l'église Notre-Dame[61], XVIIe siècle ;
  - chapelle Notre-Dame-de-la-Pierre, fin XVIIIe siècle ;
  - parmi les statues de Notre Dame, une statue couronnée par le pape Léon XIII en 1890 ou après[63],[64]
  - étape de la via Tolosana, nom latin d'un des quatre chemins de France du pèlerinage de Saint-Jacques-de-Compostelle.

### Musée
- Écomusée de la vallée d'Aspe.

### Cinéma, littérature
- Lieu de tournage de scènes du film Le Daim de Quentin Dupieux en 2018[65].
- Pierre Adrian, Des âmes simples, 2016 ; prix Roger Nimier 2017.

## Personnalités liées à la commune
- Louis XI (1423-1483), duquel le pèlerinage était mentionné dans l’Instruction de la reine Catherine de Navarre donnée en 1509 ou 1510 à Pau[66] ; L. Debaix affectait en 1974 la visite au 15 mai 1463, sans justificatif[53],[Note 11] ;
- Gaston de Foix (1444-1470) et Madeleine de France (1443-1495), qui accompagneraient ce roi[53] ;
- Marguerite de Navarre (1492-1549) y a écrit une grande partie de son « Heptaméron » ;
- Vincent Noussitou (1765-1823), homme politique, député du tiers-état du Béarn à l'Assemblée nationale constituante puis des Basses-Pyrénées au Conseil des Cinq-Cents.
- Jacques Camou (1792-1868) naquit à Sarrance.